# Frans Schartaus Handelsinstitut
Frans Schartaus Handelsinstitut var ett handelsinstitut i Stockholm grundat 1865, en utbildningsinrättning för handeln och köpmansyrket på en nivå motsvarande realskola och gymnasieskola. Skolan finns kvar och erbjuder eftergymnasiala yrkeshögskoleutbildningar. Institutet uppkallades efter grosshandlaren, kommunalpolitikern och riksdagsmannen Frans Schartau (1797-1870). En tidigare elev kallas schartauan.

## Den äldre historien

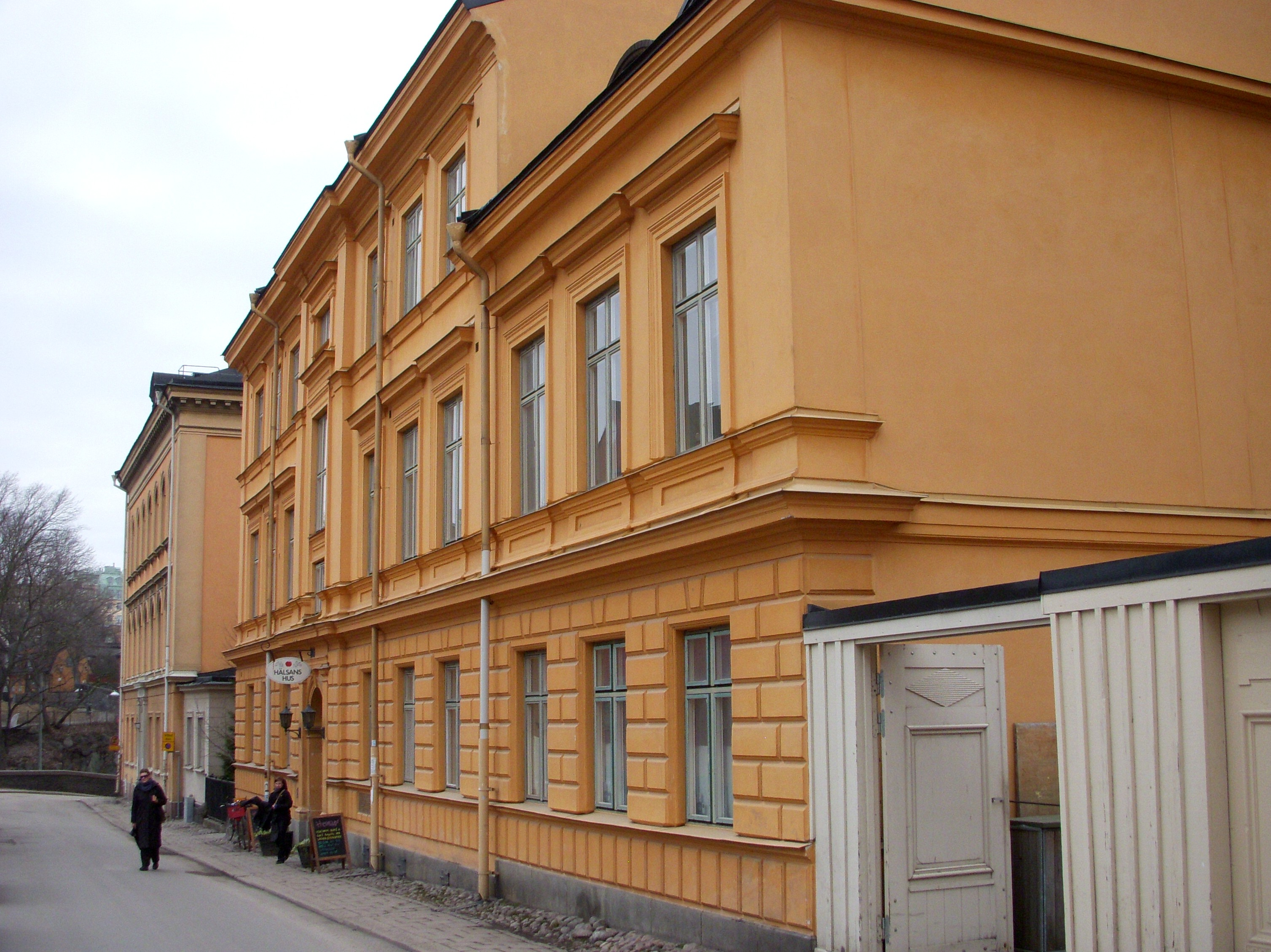
Handelsinstitutets internat från 1884 vid Fjällgatan 23B

En omfattande ekonomisk kris under 1857 fick stora negativa konsekvenser för Stockholms köpmannakår och många hotades av ekonomisk ruin. Genom Frans Schartaus energiska ansträngningar lyckades den hotande katastrofen avvärjas. 1858 startades en insamling bland Stockholmsbörsens medlemmar till en fond för att hedra Frans Schartau. 

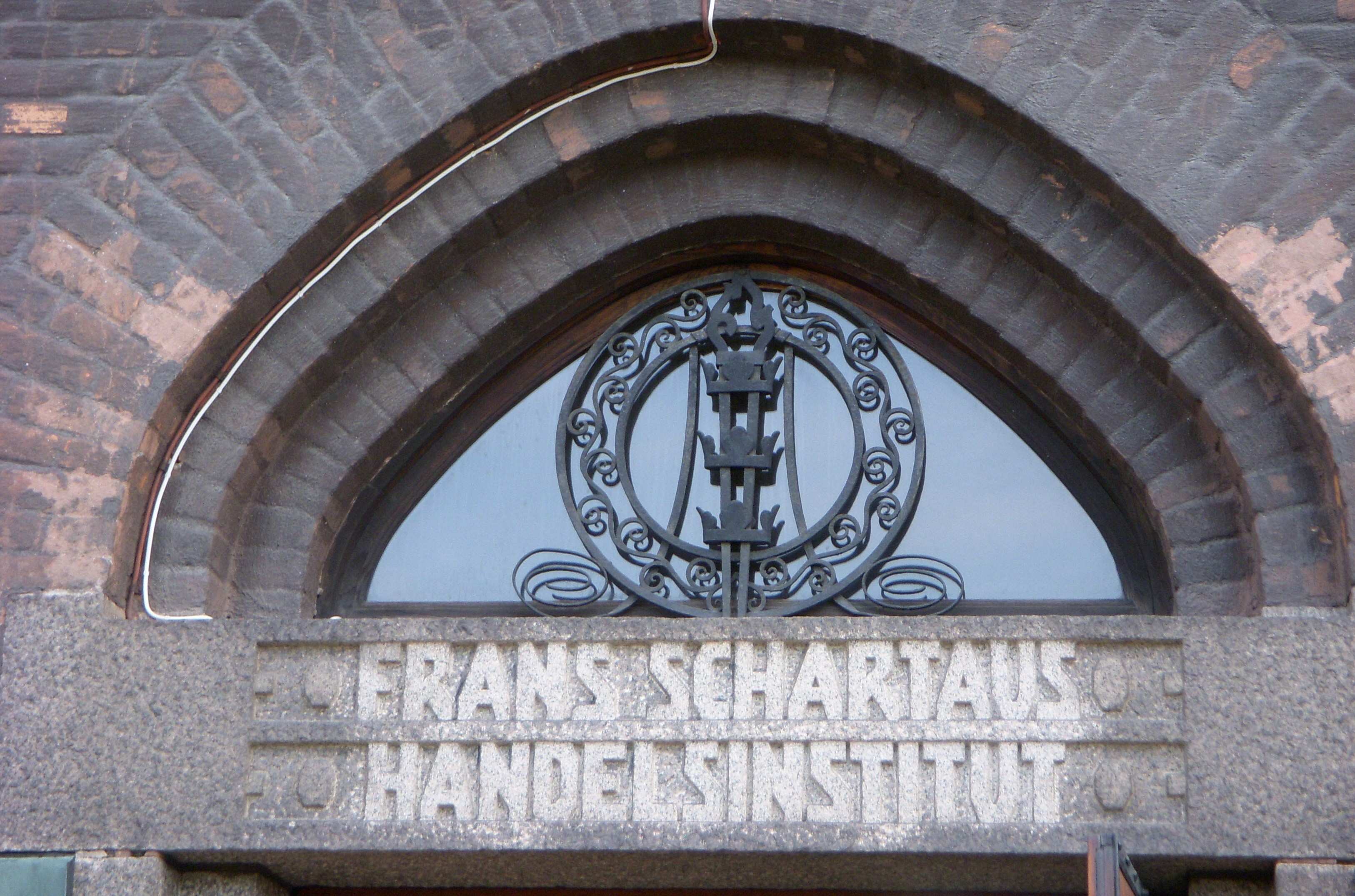
"Frans Schartaus Handelsinstitut"

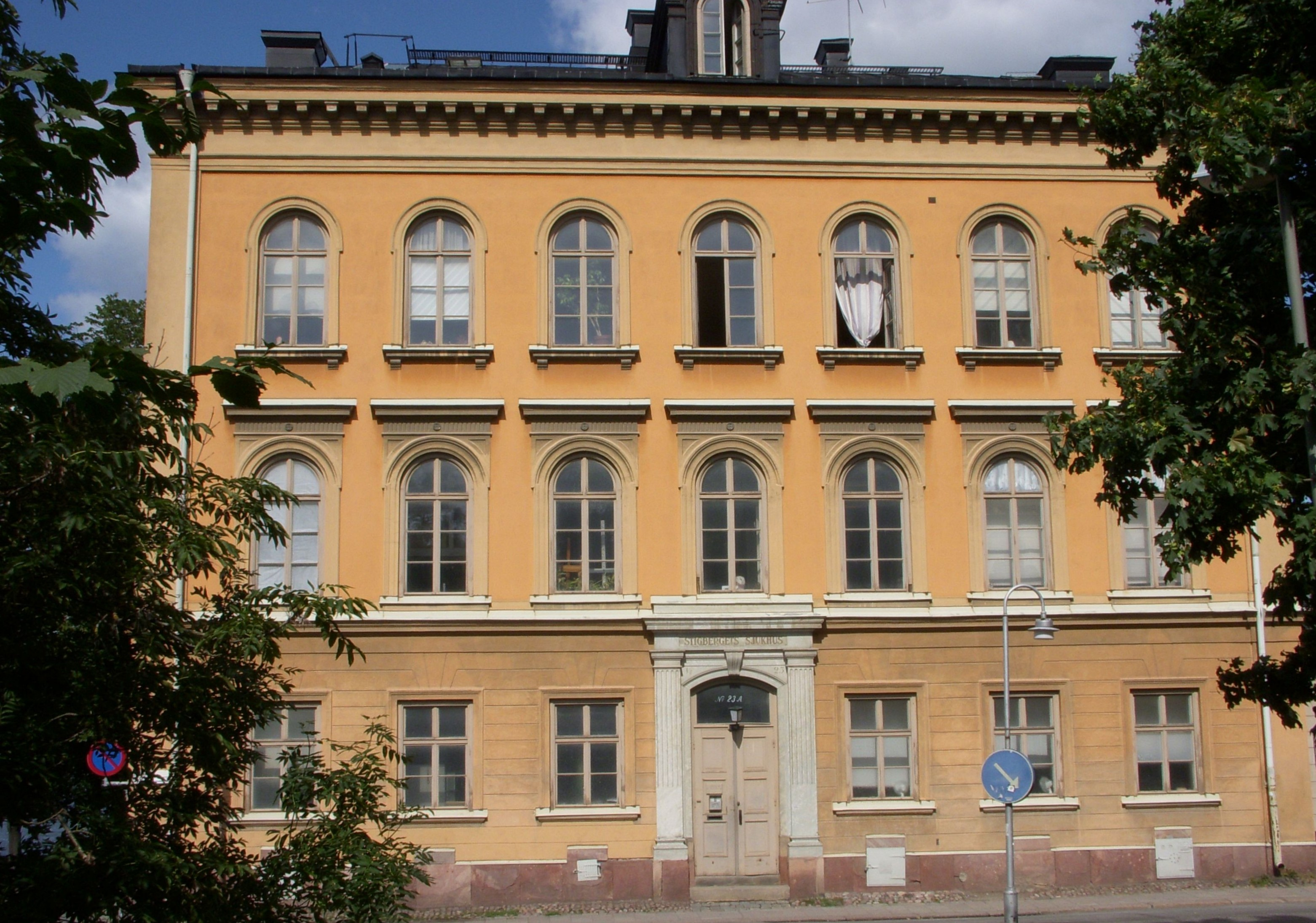
Handelsinstitutets första skolbyggnad från 1865 vid Fjällgatan 23A

Fonden skulle ”bära Schartaus namn och utgöra ett evärdligt minne av den tacksamhet, vari Stockholms börs stod till den beslutsamme mannen, som mätte farans storlek, men såg henne modigt i ögonen, då modlösheten nedslog de flesta övriga”.
Bidraget överlämnades till Grosshandelssocietetens (Stockholms Borgerskap) deputerade som vid sitt möte den 18 december 1858 beslöt att Frans Schartau själv fick bestämma till vilket ändamål fondens avkastning skulle användas. 1860 föreslog Schartau att fonden skulle användas ”till byggande å Societetens tomt å Södermalm av ett hus inrett till handelsinstitut, där tillfälle skull lämnas ynglingar, som vill ägna sig åt köpmansyrket, att inhämta därför nödiga kunskaper mot erläggandet av en lägre avgift”. Förslaget antogs 1861. (Tomten låg vid dåvarande Katarina Östra Kyrkogata, sedan Fjällgatan). 

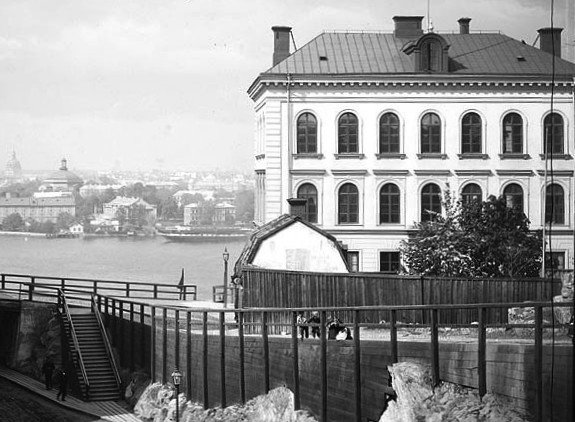
Handelsinstitutet 1902

Handelsinstitutets byggnad, Fjällgatan 23, uppfördes 1863-1864 och skolan öppnades höstterminen 1865. Arkitekt för byggnaden var Johan Fredrik Åbom. Tillsynen över institutet anförtroddes en styrelse bestående av tre personer valda bland Grosshandelssocietetens deputerade medlemmar. Den första styrelsen bestod av Frans Schartau, J.E. Fröberg och H. Davidsson. Grosshandelssocieteten utsåg grosshandlaren Nils Kemner som institutets förste föreståndare.
Det första läsåret fanns endast en ettårig klass med 28 elever inskrivna. Utbildningen var ettårig 1868-1870. För att få tillträde till kursen krävdes att den sökande var konfirmerad och hade ”god underbyggnad i läsning, skrivning,räkning, geografi, historia och åtminstone ett levande språk utom modersmålet”.  
Elevavgiften bestämdes till 250 riksdaler riksmynt per år. Mindre bemedlade elever fick friplats eller reducering av avgiften.
I den ursprungliga läroplanen ingick följande ämnen: svenska, engelska, tyska, aritmetik, handelsgeografi, handelshistoria och varukännedom. Senare tillkom stenografi, välskrivning, franska, spanska, ryska och nationalekonomi.
År 1871 startade två kurser, en ettårig och en tvåårig. Från 1886 fick även kvinnliga elever tillträde till handelsinstitutet, och undervisades tillsammans med de manliga. Under perioden 1894-1900 var 29% av eleverna kvinnor. 1883 uppfördes en ny byggnad på tomten intill. Fastigheten innehöll bostäder för lärare och internat för elever från andra orter i Sverige. Arkitekt för internatsbyggnaden var Axel och Hjalmar Kumlien. Internatverksamheten upphörde 1911. Samma år beslutade Grosshandelssocieteten att bevilja anslag till ny skolbyggnad på Stigbergsgatan 26 med Knut Nordenskjöld som arkitekt. 1915 invigdes den nya skolan.
Institutets namn var något obestämt vid starten. I en annons i Aftonbladet 1865 kallas institutet för ”Handels-Institut eller bildningsanstalt för ynglingar, som ägna sig åt handeln”. På de två första årskursernas avgångsbetyg står: ”Avgångsbetyg vid Handelsinstitutet, Stockholm, Catharina Östra Kyrkogata n:o 23”. På en betald faktura från april 1866 står ”Schartaus Handelsinstitut”. Samma år använder skolan ”Praktiska Handels-Institutet, Stockholm, Katarina Östra Kyrkogata 23”. Under de kommande åren används benämningen ”Frans Schartaus praktiska handelsinstitut”.  
Från 1879 används ”Grosshandels-Societetens i Stockholm handelskola, Frans Schartaus praktiska handelsinstitut”. Från 1913 benämndes skolan i officiella skrivelser: ”Stockholms handelsgymnasium” men styrelsen ville att Schartaus namn skulle ingå och skolan kallades därför ”Stockholms handelsgymnasium, Frans Schartaus Handelsinstitut”.

## Frans Schartaus gymnasium och handelsinstitutet
Den allmänna ekonomiska utvecklingen vid 1940-talets slut hade medfört att den ekonomiska ställningen successivt hade försämrats för det av Stockholms Grosshandelssocietet ägda Frans Schartaus handelsinstitut. Valet stod mellan att lägga ner skolan eller att överlåta ansvaret på en annan huvudman. Samtidigt fanns ett förslag från den dåvarande handelsutbildningskommitten att samtliga enskilda handelsgymnasier under en övergångsperiod först skulle kommunaliseras sedan förstatligas.
Grosshandelssocieteten inledde 1951 förhandlingar med Stockholms stad om överlåtelse av handelsgymnasiet, 1952 övergick verksamheten i Stockholms stads regi under namnet "Stockholms stads handelsgymnasium/Frans Schartaus Handelsinstitut". 1967 ändrades namnet till Frans Schartaus gymnasium.
1986 slogs Skanstulls gymnasium på Bohusgatan ihop med Frans Schartaus gymnasium på Stigbergsgatan och bedrev verksamheten vidare under namnet Frans Schartaus gymnasium.
Sedan årsskiftet 2000 delades Frans Schartaus gymnasium upp igen och Frans Schartaus handelsinstitut är åter egen enhet med vuxenutbildning på Stigbergsgatan. (Under en kort period var namnet Frans Schartaus vuxengymnasium.)

## Handelsinstitutet idag
Frans Schartaus handelsinstitut (FSH) har under lång tid haft både gymnasiala och eftergymnasiala utbildningar inom främst ekonomi och handel. 1996 startade på försök en ny utbildningsform, KY, kvalificerade yrkesutbildningar där Frans Schartaus handelsinstitut var en av de utbildningsanordnare som deltog och då startade utbildningen KY Resor och Turism.
KY-konceptet blev mycket framgångsrikt och 2003 övergick försöksverksamheten i permanent form och en särskild myndighet, Myndigheten för kvalificerad yrkesutbildning, inledde sin verksamhet.
Från 2005 var Frans Schartaus Handelsinstituts verksamhet helt inriktad på KY-utbildningar. 2009 är Frans Schartaus handelsinstitut Stockholms stad "KY-center" med 10 av de 11 utbildningar som bedrivs i stadens regi. Skolan har cirka 460 studerande (2009) som förbereder en karriär inom 10 olika yrkesområden. Under 2009 övergick den kvalificerade yrkesutbildningen till en ny myndighet, Myndigheten för yrkeshögskolan.